# 連合線維
連合線維（れんごうせんい、英: Association fiber）は、同側の大脳半球の異なる領域を繋ぐ線維で、以下の2種類が存在する。
- 隣接する脳回を繋ぐ、短い連合線維
- 異なる領域にまたがる、長い連合線維

## 短い連合線維
短い連合線維は大脳半球の皮質にある灰白質の直下に横たわり、隣接する脳回を繋いでいる。

## 長い連合線維
長い連合線維には以下のようなものがある。
| 名称       | 起点       | 終点     |
| ---------- | ---------- | -------- |
| 鉤状束     | 前頭葉     | 側頭葉   |
| 帯状束     | 帯状回     | 内嗅皮質 |
| 上縦束     | 前頭葉     | 後頭葉   |
| 下縦束     | 後頭葉     | 側頭葉   |
| 垂直束     | 下頭頂小葉 | 紡錘状回 |
| 後頭前頭束 | 後頭葉     | 前頭葉   |
| 脳弓       | 海馬       | 乳頭体   |